# Иллюзия Чабба

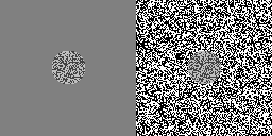
Рисунок 1: пример иллюзии Чабба. Центральные области двух прямоугольных полей идентичны, но выглядят по-разному, поскольку поля фона различаются.

Иллюзия Чабба — это оптическая иллюзия или ошибка в зрительном восприятии, при которой видимый контраст объекта существенно варьируется для большинства зрителей в зависимости от его относительной контрастности с полем, в котором он отображается. Эти визуальные иллюзии представляют особый интерес для исследователей, поскольку они могут дать ценную информацию о работе зрительных систем человека.
Визуальная текстура объекта с низким контрастом, окруженный полем однородной визуальной текстуры, кажется более контрастным, чем когда он представлен на текстурном поле с высоким контрастом. Эта иллюзия наблюдалась Чарльзом Чаббом с коллегами и была опубликована в 1989 году. Эмпирическое объяснение иллюзии Чабба было опубликовано Лотто и Первесом в 2001 году.

## Открытие

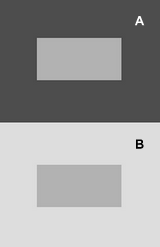
Рисунок 2: Иллюстрация одновременного контраста

Чабб и его коллеги исследовали эту иллюзию, показав различные комбинации объектов переднего плана и фоновых полей испытуемым людям и попросив их оценить четкость визуального контраста для каждого объекта переднего плана. Они обнаружили, что субъекты, просматривающие участок со случайной визуальной текстурой, встроенной в окружающее фоновое поле, чаще сообщали о различном восприятии визуального контраста для центрального целевого участка в зависимости от относительного контраста фонового поля. Кроме того, кажущаяся яркость или матовость текстурного пятна изменялась по мере изменения фона. Например, яркие точки текстурного пятна выглядели более тусклыми на высококонтрастном фоне, тогда как темные точки выглядели светлее на ровном фоне. Это кажущееся отклонение в восприятии влияет, если его видят разные наблюдатели, и когда фон и центральный целевой объект помещаются в «непересекающиеся полосы пространственных частот», как объяснили Чабб и соавторы. Эта тенденция оказалась статистически значимой.

## Эффект контраста Чабба
Иллюзия Чабба похожа на другую визуальную иллюзию, эффект контраста. Эффект контраста это иллюзия, в которой воспринимаемая яркость или яркость идентичной центральной формы визуальной мишени на более крупном однородном фоне изменяется для испытуемого в зависимости от отношения яркости центральной формы к яркости фона. Эффект контраста проиллюстрирован на рисунке 2, где центральная область более яркая. То есть отношение яркости верхнего центрального прямоугольника (A) к яркости его фонового поля больше единицы. В нижнем прямоугольнике (B) фоновое поле ярче. То есть соотношение меньше единицы. Хотя два центральных пятна мишени одинаково яркие (одинаковые по яркости), один на темном фоне выглядит светлее, а другой на более светлом фоне — темнее.

## Боковое торможение
Боковое торможение является одним из предложений для объяснения контрастной иллюзии. Его сторонники предполагают, что нейроны, сильно стимулированные фоном B, подавляют менее стимулированные нейроны внутреннего прямоугольника. В А, как они теоретизируют, такого торможения нет. Однако тот факт, что как А, так и В проявляют «равномерную яркость по всему пространству», говорит о том, что процесс латерального торможения имеет более сложную природу. Чабб с соавторамим утверждают, что принцип латерального торможения основывается на предположении, что определяющим фактором воспринимаемой яркости является отношение яркости прямоугольника на краю прямоугольника к фоновой яркости. Тем не менее, влияние латерального торможения не согласуется с такими явлениями, как крест Бенари и иллюзия Уайта, а также с эффектами прозрачности и ассимиляции. Как таковое, это ad hoc объяснение эффекта с неясным теоретическим интересом.
Иллюзия Чабба иллюстрирует ошибку контрастности, а не яркости. Фон с нулевой яркостью на рисунке 2 (A) становится полем с нулевым контрастом в аналогичной части рисунка 1, в то время как поле с высокой яркостью на рисунке 2 (B) становится полем с высокой контрастностью. Наблюдатели эмпирически воспринимают текстурный диск самой левой части рисунка 1 как имеющий более высокую контрастность, чем диск справа, даже если они одинаковы. После проведения экспериментов по индукции контрастности и освещенности, межглазной индукции и индукции между пространственными полосами частот они показывают, что латеральный ингибирующий эффект является монокулярным и адаптирован только для пространственной частоты. Чабб поддержал «модель, в которой выходное усиление такого полососелективного нейрона нормировано относительно средней амплитуды отклика соседних нейронов с той же частотой настройки».

## Несовершенный коэффициент пропускания

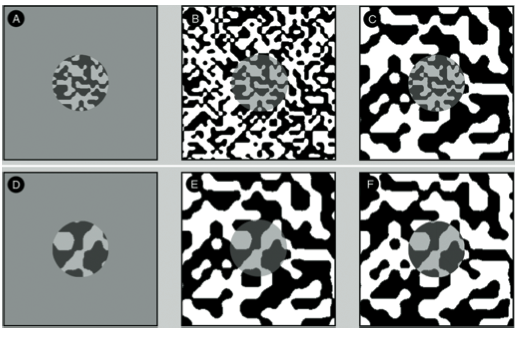
Рисунок 3: Иллюзия Чабба

Зрительное восприятие зависит от взаимодействия зрительной системы человека с любыми бистабильными или мультистабильными стимулами и частотой их возникновения. Освещение объектов в определённой точке, отражательная способность этих объектов и коэффициент пропускания среды между объектом и наблюдателем имеют решающее значение для определения основных факторов, влияющих на наше зрительное восприятие. Это связано с тем, что низкоконтрастное изображение воспринимается как более контрастное при размещении на сером фоне. Влияние серого фона более неоднозначено, в отличие от высококонтрастного фона. Лотто и Первес (2001) продемонстрировали, что иллюзию Чабба можно объяснить «степенью, в которой несовершенный коэффициент пропускания, вероятно, повлиял на свет, который достигает глаза». Действительно, эти наблюдения предполагают полностью эмпирическое объяснение иллюзии Чабба.
Эффект Чабба заключается в том, что если объект просматривается через несовершенную передающую среду, то он увеличивает или уменьшает видимую яркость или тусклость целевого пятна, даже когда отношения яркостей и пространственных частот остаются одинаковыми. Лотто и Первес (2001) усомнились, что иллюзорное восприятие яркости объясняется как последствие бокового торможения. Если бы это было так, то воспринимаемое различие в яркости элементов, показанное на рисунке 3 (A), было бы в значительной степени не затронуто окружающим полем на рисунке 3 (C), который демонстрирует меньший пространственный контраст, чем центральная область, что согласуется с наблюдениям. Несмотря на это, они утверждали, что «это доказательство подрывается тем фактом, что видимая контрастность центральной области на рисунке 3 (D) в основном не зависит от окружения рисунка 3 (F)». Поэтому они решили исследовать иллюзию Чабба в «полностью эмпирических» терминах, в основном как следствие прошлого опыта или, в данном случае, влияния коэффициента пропускания на неоднозначные стимулы.
Важным выводом из наблюдений Лото и Первеса было использование несовершенного пропускания. Несовершенный коэффициент пропускания приводит к тому, что наблюдатели испытывают уменьшенную разницу в спектральном контрасте или яркости от поверхностей объекта. Это связано с тем, что дефекты среды передачи создают, например атмосферные эффекты, искажают коэффициент пропускания. Например, коэффициент пропускания изменяется при просмотре объектов на расстоянии, в смоге или тумане, или через ткань, стекло или воду. Эти условия сильно влияют на количество света, которое достигает глаза. Эта гипотеза была проверена путем изменения вероятного вклада несовершенного пропускания путем манипулирования информацией о движении, яркости и цвете. В некоторых случаях относительная яркость двух целевых поверхностей можно уменьшить, как показывают Лото и Первес, с соотношения 8:3 до приблизительно 7:5. Если восприятие генерируется эмпирически, то «степень, в которой стимул согласуется с несовершенным коэффициентом пропускания … будет включена в восприятие цели».
Соответствующая поведенческая реакция зависит от оценки относительного вклада освещения, отражательной способности и коэффициента пропускания в зрительные стимулы. На визуальное восприятие контраста влияют эффекты несовершенного пропускания, а не яркость объекта. Стимул Чабба, показанный на рисунке 1 (B), согласуется с искажениями коэффициента пропускания по двум причинам: узорные элементы фона непрерывны с узорными элементами цели, а яркости целевых элементов соответствуют значениям, которые возникают, если фоновый рисунок просматривался через плохо пропускающую среду.
Объяснение иллюзии Чабба посредством коэффициента пропускания гласит, что изменение стимула на рисунке 1 (B) таким образом, чтобы сделать его менее совместимым с просмотром через несовершенную среду, должно уменьшить или обратить иллюзию. Испытания подтверждают эту гипотезу. Это объяснение ставит под сомнение гипотезу, которая подразумевает, что изменение яркости, движения или спектрального распределения поля, окружающего цель, не изменяет восприятия.
Эмпирические результаты также противоречат гипотезе о том, что «иллюзии яркости», вызванные контурными контактами в стимуле, объясняют иллюзию Чабба, как это было предложено Андерсоном (1997).

## Иллюзии Чабба в прогнозировании шизофрении
Зрительные иллюзии можно разделить на физиологические или патологические, перцептивные и неоднозначные (бистабильные или мультистабильные). Отклонение от естественного восприятия объектов (стимул) поощряет оценку теорий восприятия. Зрительное восприятие при шизофрении отличается уменьшенной контекстной корректировкой и более точным восприятием стимула в задачах, связанных с «пространственными контекстуальными эффектами». Согласно Енис и соавторами «Контекстные иллюзии возникают из-за адаптивной склонности зрения подчеркивать относительные различия между особенностями, а не их абсолютными характеристиками». Хотя наличие высококонтрастного фона уменьшает видимый контраст на переднем плане меньших особенностей у здоровых людей, больные шизофренией более точны в восприятии контраста между фоном и передним планом. Чтобы проверить это, Кин измерял показатели 15 участников с хронической шизофренией, 13 других участников с психическими отклонениями, включая лиц с личностными и биполярными расстройствами и 20 психически здоровых людей. Им демонстрировали небольшие изолированные целевые пятна или небольшим пятна с высококонтрастным фоном, за которым следовало удаленное эталонное пятно. Затем людей попросили отметить, какой из участков, по их мнению, был более контрастным, основываясь на их наблюдениях.
Иммунитет группы с шизофренией к контрастной иллюзии был исключительным: 12 из 15 точных суждений, в то время как здоровые участники демонстрировали серьёзные неверные представления о центральных стимулах. Это показывает, что люди с шизофренией могут точнее воспринимать «абсолютные характеристики» «индивидуальных особенностей». В то время как контекстные модуляции в отношении яркости, размера и ориентации были сходными между группами, слабые контекстные модуляции коррелировали с худшими симптомами и общественными функциями.
Визуальные дефекты при шизофрении могут приводить к когнитивным и социальным проблемам. Результаты повышенной производительности помогают нам определить скрытые нарушения зрения. Действительно, наблюдается быстрый рост использования контекстных визуальных задач (иллюзии Чабба) в клинических испытаниях и исследованиях шизофрении, поддерживаемых Национальным институтом здравоохранения США. (Gold et al., 2012).

## Старость
Наблюдается снижение тормозной функции коры в зрительной системе при старении как у людей, так и у животных. Это снижение ингибирования объясняет снижение ориентации и настройки направления зрительных нейронов при старении. Л. Р. Беттс и соавторы (2005) продемонстрировали, что пожилые люди способны различать движение высококонтрастных раздражителей быстрее чем молодые люди, и что ингибирования отвечало за различия в пространственном подавлении. Карас и МакКендрик (2009) использовали иллюзию Чабба, чтобы проверить, влияет ли высококонтрастный фон на зрительные восприятия участников более старшего возраста в меньшей степени, чем у участников более молодого возраста из-за сниженного торможения. Стимулы, использованные для экспериментов, были основаны на параметрах, используемых Дакиномn, Карлином и Хемсли (2005), которые использовали иллюзию Чабба для проверки на пониженного торможения у шизофреников. Однако их исследование показало, что контрастная чувствительность на самом деле не снижалась с возрастом, так как более старые участники демонстрировали большее расхождение в воспринимаемой контрастности цели по отношению к фону, чем более молодые участники.